# Leges

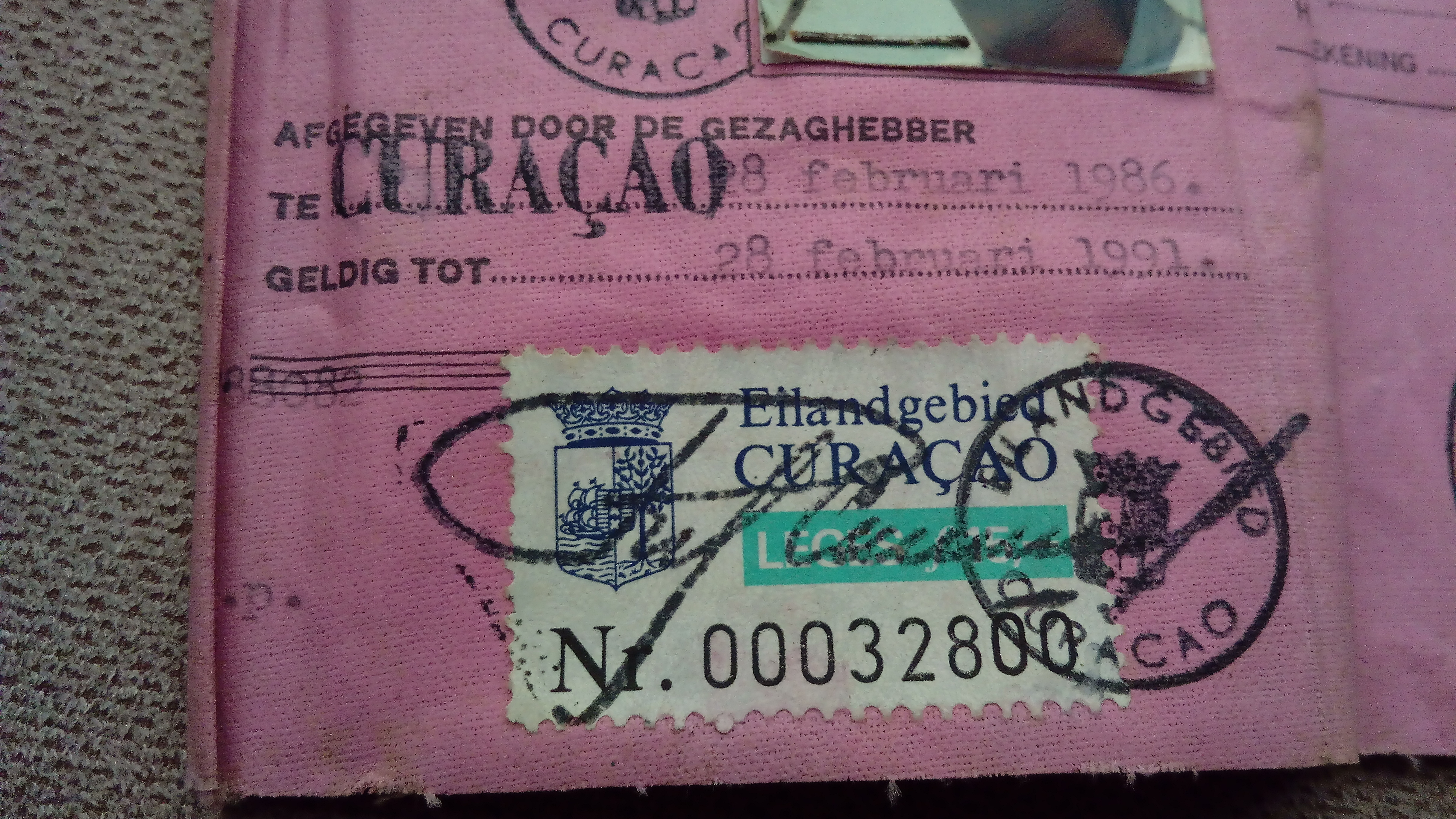
15 gulden leges voor de afgifte van een rijbewijs op Curaçao

Leges, ook wel retributies genoemd, zijn betalingen aan de overheid waar een individueel aanwijsbare tegenprestatie van die overheid tegenover staat. Het gaat om een bedrag dat betaald moet worden aan de overheid (of aan een bevoegd gezag) voor het gebruik van hun diensten of producten. De leges worden geheven van de aanvrager van de dienst dan wel van degene ten behoeve van wie de dienst is verleend. 

## Wettelijke basis
In de Grondwet van Nederland staat in artikel 104 ten eerste dat belastingen van het Rijk uit kracht van een wet worden geheven. Ten tweede stelt dat artikel dat 'andere heffingen van het Rijk' bij de wet worden geregeld. Dit wordt wel aangeduid als het fiscale legaliteitsbeginsel
In aansluiting op deze laatste zin zegt de wetgever in artikel 132, zesde lid: "De wet bepaalt welke belastingen door de besturen van provincies en gemeenten kunnen worden geheven [...]". 
De Gemeentewet, de Provinciewet en de Wet financiën openbare lichamen Bonaire, Sint Eustatius en Saba (FinBES) bepalen dat gemeente, provincie en openbaar lichaam rechten mogen heffen voor diensten, maar daarop geen winst mogen maken. In de praktijk komt het ook voor dat de kosten niet geheel worden gedekt. Elke overheid kan zelf haar tarieven vaststellen, er is geen landelijk tarief. 

## Voorbeelden
Voorbeelden van diensten waarvoor leges worden geheven:
- voor het voltrekken van een huwelijk
- voor het verstrekken van een paspoort of rijbewijs
- voor het in behandeling nemen van een vergunningsaanvraag
- voor bepaalde provinciale stukken
- voor het omhoog zetten van een brug
- voor een visumaanvraag (Schengen schrijft voor dat de leges altijd verschuldigd zijn, ook als het visum geweigerd wordt)